# Jean-Christophe Rolland
Pour les articles homonymes, voir Rolland.
Jean-Christophe Rolland, né le 3 juillet 1968 à Condrieu (Rhône), est un rameur et dirigeant sportif français licencié à l'Aviron Union Nautique de Lyon.
Spécialiste du deux sans barreur et du quatre sans barreur, Jean-Christophe Rolland forme avec Michel Andrieux, pendant plus de dix ans, le meilleur bateau de l’histoire de l’aviron français. Ils montent sur tous les podiums internationaux entre 1993 et 2000, devenant double champions du monde en 1993 et en 1997 et champions olympiques en 2000 à Sydney. 
Jean-Christophe Rolland est membre depuis 1994 de la Fédération internationale des sociétés d'aviron (FISA) dont il est élu président le 2 septembre 2013 à Chungju (Corée du Sud). Il est élu membre du Comité international olympique lors de sa 131e session à Lima en septembre 2017 où il devient le troisième Français avec Guy Drut et Tony Estanguet, rejoints par David Lappartient et Martin Fourcade. 

## Carrière sportive

### Débuts
Troisième d’une famille de quatre enfants, Jean-Christophe Rolland s’essaye au rugby et à la natation avant de se lancer dans l’univers de l’aviron. 
À l'automne 1980, à 12 ans, il s’inscrit au club d’aviron de Condrieu, suivant son frère qui a fait de même un an plus tôt. En cadet, il rejoint l’Aviron Union Nautique de Lyon, club qu’il ne quittera plus durant toute sa carrière sportive et dont il est aujourd’hui toujours licencié, tout en poursuivant ses études à Sainte-Marie Lyon. En junior et en espoir son niveau progresse rapidement lui permettant même de rivaliser avec les seniors sur certaines courses, notamment avec le huit de pointe.
Petit à petit il devient l’un des meilleurs rameurs français. 

### La rencontre de Michel Andrieux et les premiers podiums mondiaux
Le plus grand tournant de la carrière de Jean-Christophe Rolland va être la rencontre de Michel Andrieux lors d’un stage avec l’équipe de France en 1989. Pendant ce stage, plusieurs associations de rameurs sont expérimentées afin de voir laquelle fonctionne le mieux. Très rapidement, le duo Rolland-Andrieux se démarque des autres en remportant tous les tests du stage. Leur complémentarité et leur complicité vont permettre aux deux rameurs français de former le même bateau pendant plus d’une décennie.
Meilleure paire française en deux sans barreur à partir de 1990, associés en deux ou en quatre sans barreur, ils se classent 5e des championnats du monde de 1991à Vienne avant d’échouer au pied du podium un an plus tard, aux Jeux Olympiques de Barcelone 1992.
Après ces Jeux, diplôme d’ingénieur en poche, Jean-Christophe pense à arrêter l’aviron devant la difficulté de concilier parcours professionnel et vie de sportif de haut niveau. Convaincu par des acteurs du monde économique qui lui expliquent que l’association peut être possible, il décide de poursuivre sa carrière. Ce choix va rapidement devenir payant, puisqu’en 1993 il devient champion du monde en quatre sans barreur avec Michel Andrieux, Daniel Fauché et Philippe Lot aux Mondiaux de Roudnice en République Tchèque. À une époque où la France est loin de rivaliser avec les meilleures nations mondiales, ce titre marque les esprits. À partir de là, le duo Rolland-Andrieux ne sera plus jamais absent des podiums mondiaux et olympiques jusqu’en 2000. 
Ainsi, sous l’impulsion de son président, Denis Masseglia, et du directeur des équipes de France, Eberhard Mund, la Fédération française d’aviron va se frotter aux meilleures nations et retrouver les podiums mondiaux.

### La confirmation
En 1994, Jean-Christophe Rolland et Michel Andrieux, invaincus au cours de la saison, arrivent aux championnats du monde d'Indianapolis en favoris. Ils termineront toutefois deuxièmes, battus d’un fil par les Italiens lors d’une finale reportée en raison des conditions climatiques. 
La paire tricolore obtient ensuite la médaille de bronze aux Mondiaux de Tampere avant de monter sur la 3e marche du podium des Jeux d’Atlanta en 1996. Cette médaille olympique est la première de l’aviron français depuis les Jeux de Tokyo en 1964. Dans le sillage du brillant duo, d’autres bateaux français seront également médaillés au cours de cette XXVIe Olympiade: Hélène Cortin et Christine Gossé en deux sans barreur, Samuel Barathay et Frédéric Kowal en deux de couple; Gilles Bosquet, Daniel Fauché, Olivier Moncelet et Bertrand Vecten en quatre sans barreur. 
En 1997, ils deviennent champions du monde sur le bassin d’Aiguebelette, en France,au terme d’un final exceptionnel contre le bateau canadien qui va s’écrouler dans les derniers mètres pour terminer 4e. 

### Sydney 2000
En 1998, Jean-Christophe Rolland décide de prendre une année sabbatique et envisage dans le même temps de mettre un terme à sa carrière sportive. Après une mûre et profonde réflexion, il décide, en octobre 1998, de relever le défi des Jeux Olympiques de Sydney avec Michel Andrieux. Les choses sérieuses reprennent rapidement puisqu’ils décrochent une médaille d'argent aux Championnats du monde de 1999 à Sainte Catharines au Canada. Une seconde place qui va leur donner espoir à un an des prochains Jeux olympiques.
La préparation de Sydney 2000 va se faire dans la difficulté pour Jean-Christophe Rolland et son coéquipier avec une contre-performance lors de l'épreuve de Coupe du monde qui précède le départ à Sydney, à cause, notamment, d’un « excès » d’entraînement. En revanche,  la préparation finale sera très efficace leur permettant de retrouver rapidement de bonnes sensations sur le bassin de Penrith. Au point physiquement et techniquement, les courses avant la finale des Jeux démontrent leur potentiel retrouvé. Tout est prêt pour une finale d’anthologie pour le deux sans barreur français.
Avant de débuter cette course, ils savent que leurs rivaux attendent un démarrage dans les derniers 500 m. Finalement, ils prennent la décision d’accélérer beaucoup plus tôt, peu après la mi-course. On assiste donc à l’un des plus rapides 3e 500 m de l’histoire, alors même que ce n'est pas leur point fort. Ils résistent ensuite dans le final au retour des Américains et des Australiens qui termineront respectivement 2e et 3e. Les Britanniques, favoris de la course, ne termineront que 4e.
Ce titre Olympique vient couronner une carrière sportive riche et réussie, il marque aussi la fin de la paire gagnante de l’aviron français… À 32 ans, Jean-Christophe Rolland décide de mettre définitivement un terme à sa carrière sportive avec 5 médailles mondiales et 2 olympiques, dont l’or à Sydney. 

## Fédération internationale des sociétés d’aviron (FISA)
Rapidement, Jean-Christophe Rolland décide de s’impliquer dans son sport en devenant un membre actif de la Fédération internationale des sociétés d’aviron (FISA).
Élu en 1994 à la commission des athlètes (8 membres), il devient en 2002 président de cette même commission. Ce poste lui permet alors d'intégrer le conseil de la FISA. 
De 2004 à 2011, il est également élu au comité exécutif mais ne peut conserver ce poste en raison du règlement de la fédération internationale qui limite la durée du mandat. Depuis, il siège au conseil au titre de membre coopté.
En 2013, il se déclare candidat à la présidence de la Fédération internationale des sociétés d'aviron plus ancienne fédération internationale olympique. Sa candidature s’appuie sur deux axes principaux : promouvoir et accroître la pratique de l’aviron dans le monde et préparer la fédération à affronter les défis de demain. Il est élu à ce poste au premier tour de vote, le 2 septembre 2013 lors de l'Assemblée Générale tenue à Chungju en Corée du Sud. Il entre en fonctions en juillet 2014

## Membre du CIO
Il est élu membre du Comité international olympique le 15 septembre 2017 à Lima, lors de sa 131e session, en tant que représentant des fédérations internationales, rejoignant ainsi Guy Drut et Tony Estanguet, les deux autres membres français de l'institution internationale.

## Parcours professionnel
Après le baccalauréat, Jean-Christophe Rolland s’oriente vers des études math sup/math spé. Il choisit l' ICPI et suit la classe préparatoire qui est sous la responsabilité de l'Institution des Chartreux. Il en sort en 1991 avec un diplôme d'ingénieur électronique en poche avant que l'ICPI fusionne avec l'ESCIL pour former la CPE. Il a marqué l'école par son passage : aujourd'hui un groupe de vingt étudiants a fondé une association d'aviron. Il est recruté par EDF en 1993, année de son premier titre mondial, afin de travailler à la centrale nucléaire du Bugey (Ain, 01). Un emploi du temps aménagé lui permet, en parallèle, de mener à bien sa carrière sportive jusqu’en 2000 et son titre aux Jeux Olympiques de Sydney. Il trouve un équilibre entre sa vie professionnelle et sa passion de l’aviron (5 à 6 heures d’entraînement par jour). 
Après différents postes techniques à la production nucléaire, il migre à la direction commerce en 2004, d’abord comme directeur adjoint du segment des collectivités territoriales de la région Rhône-Alpes/ Auvergne, puis de 2006 à 2008, comme directeur ressources humaines de la même unité régionale (500 personnes). Il rejoint ensuite à Londres en 2008, l’équipe d’EDF responsable du partenariat avec le Comité d'organisation des Jeux Olympiques 2012.

## Palmarès

### Jeux olympiques
- 4e en deux sans barreur à Barcelone (1992)
- médaille de bronze en deux de pointe sans barreur à Atlanta (1996)
- Médaille d'or en deux de pointe sans barreur à Sydney (2000)

### Championnats du monde d'aviron
- 9e en huit de pointe avec barreur aux Championnats du monde d'aviron 1989 à Bled (Yougoslavie)
- 8e en quatre de pointe sans barreur aux  Championnats du monde d'aviron 1990 à Lake Barrington (Nouvelle-Zélande)
- 5e en deux de pointe sans barreur aux Championnats du monde d'aviron 1991 à Vienne (Autriche)
- Médaille d'or en quatre de pointe sans barreur aux Championnats du monde d'aviron 1993 à Račice  avec Michel Andrieux, Daniel Fauché et Philippe Lot.
- Médaille d'argent en deux de pointe sans barreur aux Championnats du monde d'aviron 1994 à Indianapolis
- Médaille de bronze en deux de pointe sans barreur aux Championnats du monde d'aviron 1995 à Tampere
- Médaille d'or en deux de pointe sans barreur aux Championnats du monde d'aviron 1997 à Aiguebelette-le-Lac
- Médaille d'argent en deux de pointe sans barreur aux Championnats du monde d'aviron 1999 à Saint Catharines

### Championnats de France d'aviron
- Plusieurs titres en deux et quatre de pointe sans barreur.

### Régates diverses
- Il remporte plusieurs régates dont, en 1994, le quatre sans barreur  (4-) à la régate royale de Henley.

## Distinctions honorifiques
- Chevalier de la Légion d'honneur ;
- Chevalier de l'ordre national du Mérite ;
- Médaille de la jeunesse, des sports et de l'engagement associatif, or ;
- Trophée Micheline Ostermeyer en novembre 2011 (statuette d'après la Discobole du sculpteur Jacques Gestalder érigée à l'Insep près du stade Gilbert Omnès).

## références
1. ↑  worldrowing.com (en) "FISA Congress elects successor to President Denis Oswald", mis en ligne et consulté le 02/09/2013
2. ↑  CIO, « Le CIO élit huit nouveaux membres », sur International Olympic Committee, 15 septembre 2017 (consulté le 17 septembre 2017)
3. ↑  « Présentation », sur Prepa CPE (consulté le 8 juin 2021)
4. ↑  « AA / Vie étudiante - Être étudiant à CPE Lyon - La passation du BDE et des associations étudiantes de l'école », sur CPE (consulté le 8 juin 2021)